# روب نولان
روب نولان هو لاعب هوكي الجليد كندي، ولد في 10 ديسمبر 1985 في شيروود بارك ‏ في كندا.

## وصلات خارجية
- روب نولان على موقع دوري الهوكي الوطني (الإنجليزية)
- روب نولان على موقع EliteProspects.com (الإنجليزية)
- روب نولان على موقع HockeyDB.com (الإنجليزية)